# Roman Mierzecki
Roman Mieczysław Mierzecki (ur. 1922, zm. 22 czerwca 2023) – polski chemik, prof. dr hab.

## Życiorys
W 1949 r. ukończył studia chemiczne w Politechnice Łódzkiej, w 1984 r. uzyskał tytuł profesora nauk chemicznych. Pracował na Wydziale Chemii Uniwersytetu Warszawskiego.
Był sekretarzem zarządu Polskiego Towarzystwa Chemicznego, oraz członkiem prezydium Komitetu Historii Nauki i Techniki Polskiej Akademii Nauk.
Został członkiem Komitetu Historii Nauki i Techniki PAN.